# Every Good Boy Deserves Fudge
Albums de Mudhoney
Mudhoney
(1989) Piece of Cake
(1992)
Every Good Boy Deserves Fudge est un album de Mudhoney, sorti en 1991. Il s’agit de leur deuxième album studio et le deuxième (album studio) sorti sur Sub Pop.

## L'album
Il a été enregistré à un moment où le groupe envisageait de signer sur une grande maison de disques, mais a décidé de sortir l'album sur Sub Pop. Les ventes de l’album ont contribué à la survie du label.
L'album a été enregistré sur une bande de mauvaise qualité via une console à 8 pistes par Conrad Uno.
Il porte le nom d'une phrase mnémotechnique utilisée par les étudiants en musique pour rappeler les notes (EGBDF / ou Do Re Mi Fa Sol La Si Do en français) sur les lignes de la clé de sol.
D’après le guitariste du groupe Steve Turner, il s’agit de son album préféré de Mudhoney.
L’album a reçu de très bonnes critiques.
Le titre Let it slide devient un hymne du grunge. Il fait partie des 1001 albums qu'il faut avoir écoutés dans sa vie où le critique Jason Chow écrit que c'« est un album classique, un des meilleurs du genre ». 
Il est réédité à l'occasion du 30e anniversaire de sa publication.

### Titres
Tous les titres sont crédités au nom du groupe, sauf mentions. 
Album original
1. Generation Genocide (1:13)
2. Let It Slide (2:35)
3. Good Enough (3:25)
4. Something So Clear (4:14)
5. Thorn (2:10)
6. Into the Drink (2:08)
7. Broken Hands (6:02)
8. Who You Drivin' Now? (2:21)
9. Move Out (3:32)
10. Shoot the Moon (Emitt Rhodes) (2:27)
11. Fuzzgun '91 (1:52)
12. Pokin' Around (3:30)
13. Don't Fade IV (3:58)
14. Check-Out Time (3:07)

Réédition Deluxe remastérisée 30e anniversaire
- CD 1 - Album original :

1. Generation Genocide
2. Let It Slide
3. Good Enough
4. Something So Clear
5. Thorn
6. Into the Drink
7. Broken Hands
8. Who You Drivin' Now?
9. Move Out
10. Shoot the Moon
11. Fuzzgun '91
12. Pokin' Around
13. Don't Fade IV
14. Check-Out Time

- CD 2 - Titres bonus :

1. March to Fuzz
2. Ounce of Deception
3. Paperback Life (Alternate Version)
4. Fuzzbuster
5. Bushpusher Man
6. Flowers for Industry
7. Thorn (1st Attempt)
8. Overblown
9. March From Fuzz
10. You're Gone
11. Something So Clear (24-Track Demo)
12. Bushpusher Man (24-Track Demo)
13. Pokin' Around (24-Track Demo)
14. Check-Out Time (24-Track Demo)
15. Generation Genocide (24-Track Demo)

### Musiciens
- Mark Arm: voix, guitare, orgue
- Steve Turner : guitare électrique, harmonica
- Matt Lukin : basse
- Dan Peters : batterie